# Citroën DS
Citroen DS je jedan od najpoznatijih modela Citroena s prednjim motorom i pogonom na prednje kotače. Proizvodio se od 1955. do 1975. u tri serije karoserija, karavan i kabriolet. U Francuskoj je poznat pod nazivom Déesse, što u prevodu znači božica. U Jugoslaviji je bio poznat po nazivima Žaba i Ajkula. Prva serija je imala izbočena, buljooka prednja svjetla prema čemu je dobila nadimak Žaba. Redizajnom prednjih svjetala iz 1967., koji je postao čak uspješniji od originalnog modela, automobil je dobio novi nadimak, Ajkula, uglavnom u primorskim krajevima. Kasnije, inicijalna podjela na Žabe i Ajkule prema serijama prije i nakon redizajna ne koristi se nigdje. Danas ljubitelji Citroëna automobil zovu Degolka koji se odnosi i na ranije i na kasnije modele.
Na tržištu s jeftinijom varijantom, Citroën DS je bio poznat po svom aerodinamičnom, futurističkom dizajnu karoserije i inovativnoj tehnologiji te je postavio nove standarde u kvaliteti vožnje, upravljivosti i kočenju.
Talijanski kipar i industrijski dizajner Flaminio Bertoni i francuski aeronautički inženjer André Lefèbvre dizajnirali su automobil, a Paul Magès je razvio hidropneumatski samonivelirajući ovjes. Robert Opron dizajnirao je facelift 1967. iz treće serije.
Citroën se proizveo u 1.455.746 primjeraka u šest zemalja, od kojih je 1.330.755 proizvedeno u Citroënovoj glavnoj pariškoj proizvodnoj tvornici Quai de Javel (danas Quai André-Citroën).

## Zanimljivosti
- Bend Živo blato, automobilu, kojeg je Siniša Vuco bio veliki ljubitelj, je posvetio a capella pjesmu "Ajkulo" na prvom studijskom albumu benda.[2]